# 海陽多目的広場

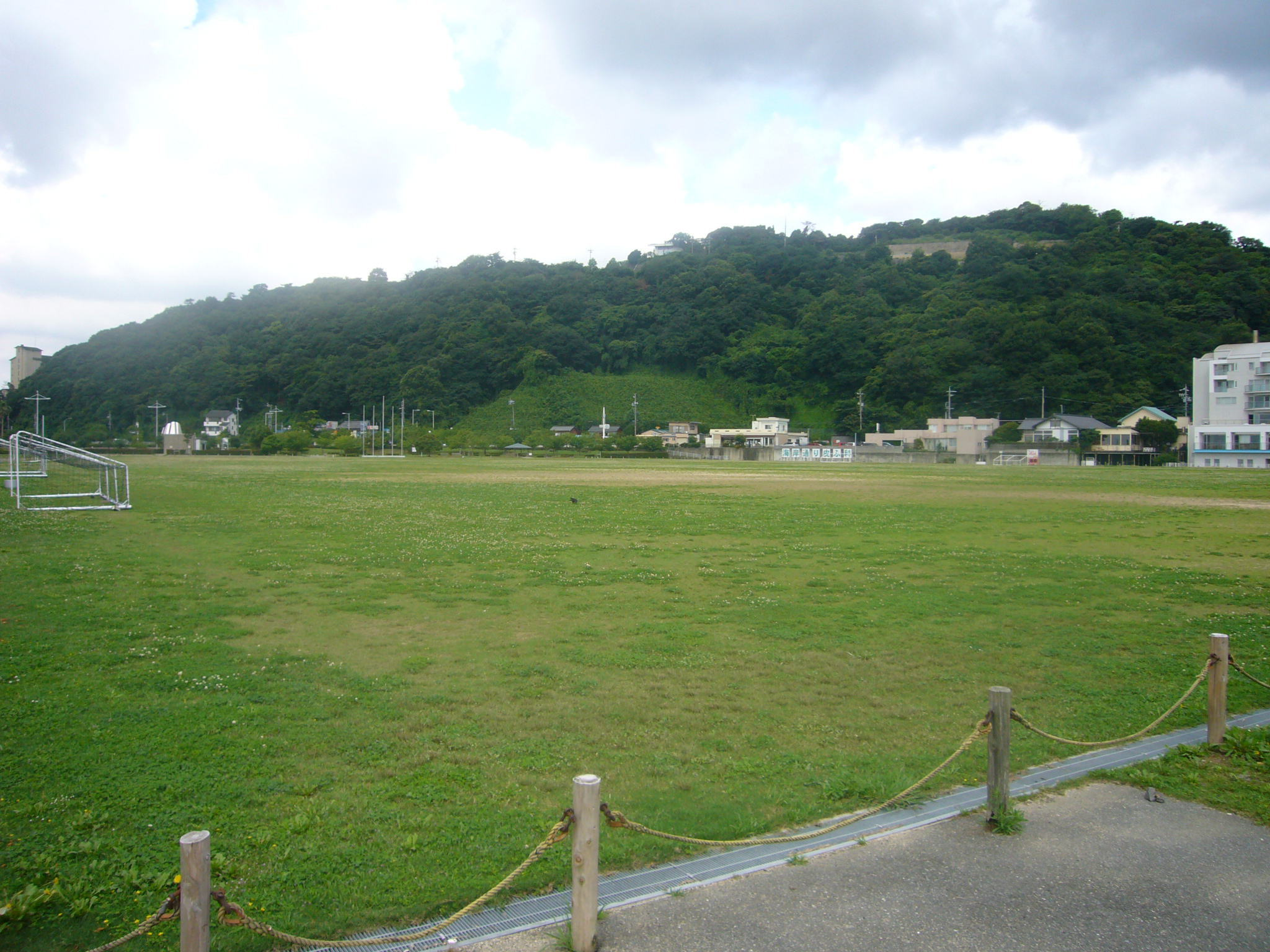
海陽多目的広場

海陽多目的広場は、愛知県蒲郡市海陽町3丁目にある運動公園（多目的広場）である。

## 概要
2015年（平成27年）9月30日まで
- わかしゃち国体のヨット競技メイン会場として開会式等で利用され、開会式には秋篠宮夫妻が来場された。
- 道路を挟んで海陽ヨットハーバーが、水路を挟んでラグナシアが隣接。
- サッカーの練習場として主に利用され、A面・B面が設定されている。
- 10名以上でないと利用申し込みができない。
- ラグーナテンボス･ラグナシア拡張に伴い2015年（平成27年）10月1日をもって全面使用停止。

2016年（平成28年）9月10日より
- 海陽学園北側に移転。
- サッカーコート3面取れる天然芝のグラウンドとなる。
- 使用時間：午前9時～午後1時、午後1時～午後5時までの各4時間
- 使用料金：1000円／1時間
- 駐車場：約200台（無料）

## 所在地
- 愛知県蒲郡市海陽町1丁目（旧・海陽多目的広場/ 現・ラグナシア園内）
- 愛知県蒲郡市海陽町3丁目（新・海陽多目的広場）

## 沿革
- 1993年（平成5年）4月 - 第49回わかしゃち国体ヨット競技会場として整備完了。
  - 開業後に多目的広場で翌年のわかしゃち国体のリハーサルが行われる予定だったが雨天中止となった。
- 1994年（平成6年）10月 - わかしゃち国体のヨット競技メイン会場となる。
- 1995年（平成7年）4月1日 - 蒲郡市営海陽多目的広場としてオープンする。
- 2015年（平成27年）10月1日 - 全面利用停止。
- 2016年（平成28年）9月10日 -　海陽学園北側に新・海陽多目的広場として移転開業（予定）。

## アクセス
- 名鉄バス「海陽学園」バス停下車。